# Montecchio (Darfo Boario Terme)
Il paese di Montecchio (Montécc in dialetto camuno), frazione di Darfo Boario Terme.

## Geografia fisica

### Territorio
Il paese è costruito in un punto strategico della valle, a ridosso del Monticolo una collina presente nel fondovalle della Val Camonica: a causa di tale rilievo il fondo valle in quel punto ha una strettoia naturale, da cui è facile controllare l'accesso alla media e alta valle.

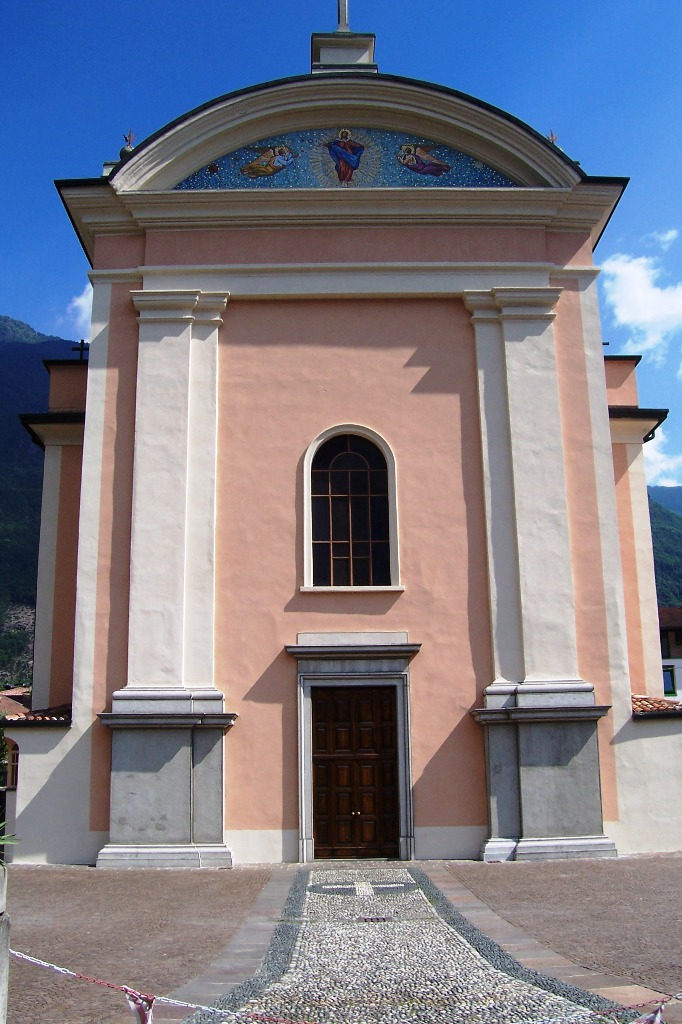
Chiesa parrocchiale di Santa Maria

## Origini del nome
Anticamente chiamato Monticulus, in seguito Montegio o Montigio.

## Storia
La storia di Montecchio è strettamente legata al castello. Le origini di tale castello sono oscure: secondo alcuni autori (Odorici e Rosa) risalirebbe al X secolo e fu costruito come riparo dalle incursioni ungariche. Alessandro Sina lo fa invece risalire per lo meno al secolo VIII e lo considera costruito come difesa per i mercatores. Tale castello divenne dei Federici solo nel XII secolo e fu il nucleo da cui essi partirono per espandersi in valle.
Nel 1415, occupato da Pandolfo Malatesta, viene affidato alle cure di Ziletto di Londres ed a seguito a Maimosio Foresti.
Il castello fu demolito nel 1455, per ordine della Repubblica di Venezia, assieme alle altre rocche camune.
Il paese fu quasi integralmente distrutto nel 1471 da una frana alluvionale.
Importante in passato per le comunicazioni: vi si riscuotevano le gabelle e vi era presente l'unico ponte esistente tra Cividate Camuno e Pisogne. Il ponte costruito nel 1686 sostituì un più antico ponte in legno. Nei pressi del ponte si teneva il mercato franco. Probabilmente aveva anche un porto (esiste ancora la Piazza del Porto). Della costruzione del ponte rimangono documenti nell'archivio parrocchiale di Darfo dove viene indicato come costruttore Carlo Cifrondi, padre del pittore Antonio Cifrondi.

## Monumenti e luoghi d'interesse

### Architetture religiose
Le chiese di Montecchio sono:
- La parrocchiale di Santa Maria Assunta, ricorda l'esondazione del torrente Rovinazza abbattutasi sull'abitato nel 1471, che cancellò quasi del tutto l'antica parrocchiale. L'attuale venne edificata nel 1623, ed ampliata nel 1911.

Rimane questa lapide:
(Iscrizione sinistra)
- L'Oratorio dei Disciplini

### Architetture militari
- I ruderi del Castello di Montecchio, rocca dei Federici presso il Monticolo, di cui è rimasta solo base, che ha un'altezza di circa 4 metri.

### Architetture civili
- il Ponte di Montecchio, terminato nel 1686 da un progetto d Carlo Cifrondi, con campata unica di 24 mt, monumento nazionale.

## Società

### Evoluzione demografica
Abitanti censiti

### Tradizioni e folclore
Gli scütüm sono nei dialetti camuni dei soprannomi o nomiglioli, a volte personali, altre indicanti tratti caratteristici di una comunità. Quello che contraddistingue gli abitanti di Montecchio è Gàcc (gatti) oppure Maia Müscol (mangia muschio).

## Sport
In località Isola sorge lo Stadio Comunale, dove disputa le proprie partite casalinghe la squadra di calcio del Darfo Boario.

## Galleria d'immagini

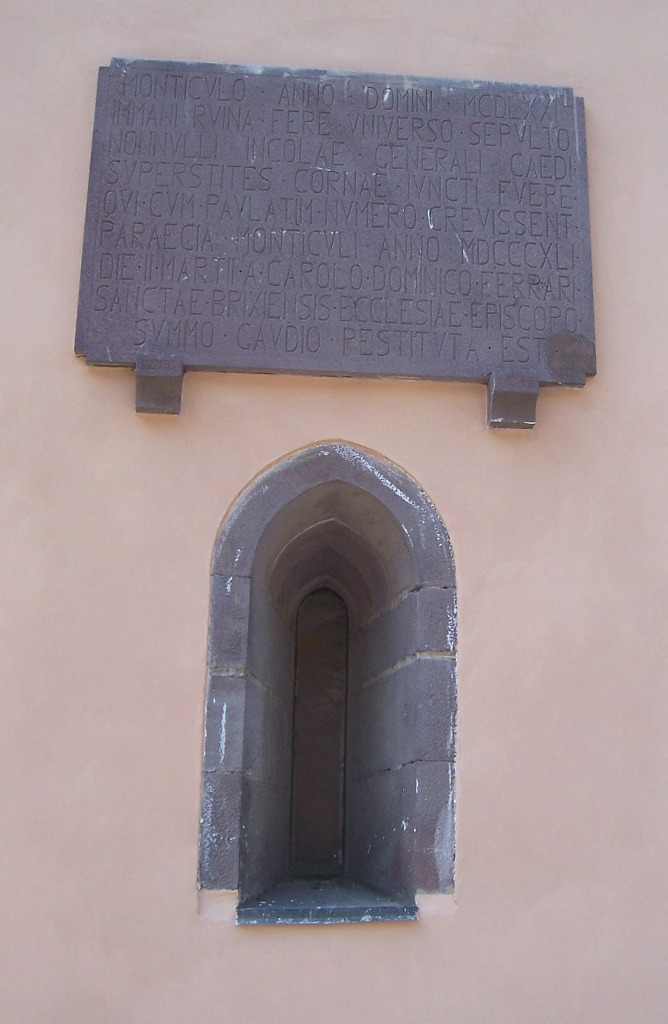
Dettaglio sul retro della chiesa
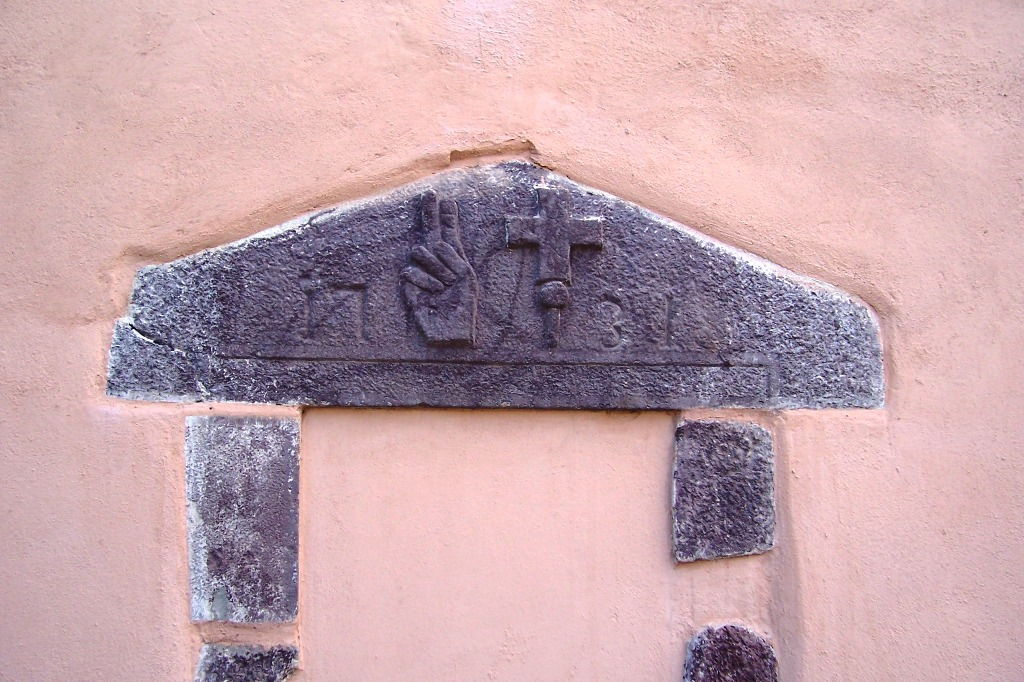
Antica porta del campanile della parrocchiale
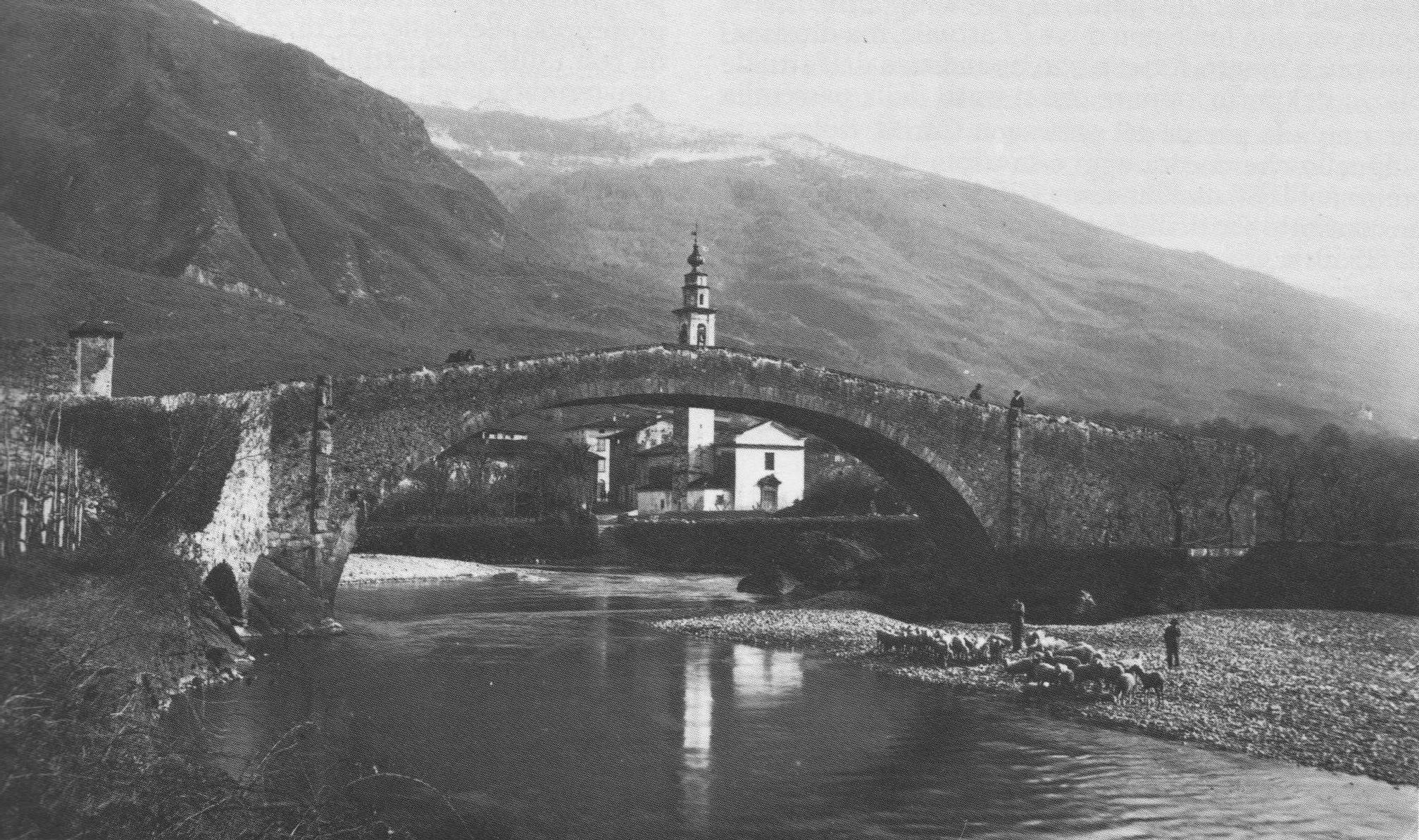
Il ponte di Montecchio nel 1908
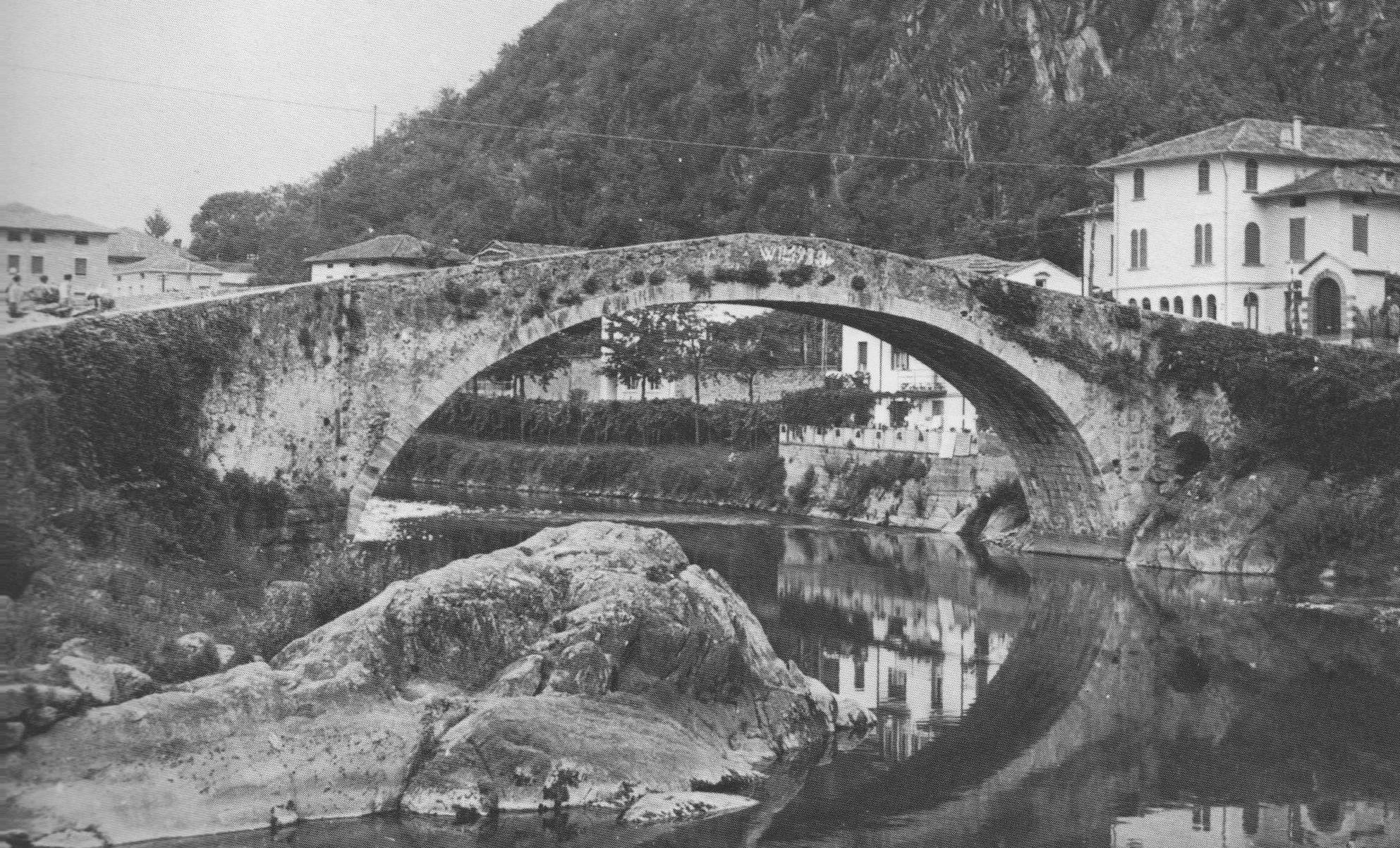
Il ponte di Montecchio nel 1935
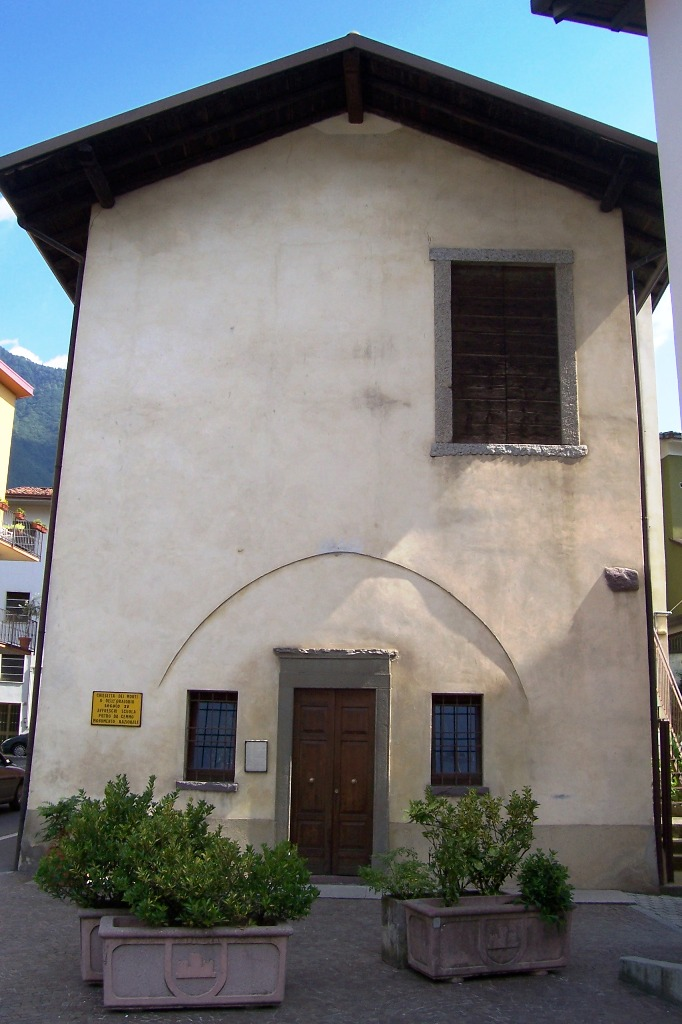
Oratorio dei Disciplini